# Gran Premio Gaetano Turilli
Gran Premio Gaetano Turilli är ett travlopp för 4-åriga och äldre varmblodiga travhästar som körs på Ippodromo Capannelle i Rom i Italien. Loppet körs över 2 100 meter med autostart. Det är ett Grupp 1-lopp, det vill säga ett lopp av högsta internationella klass, och förstapris är 154 000 euro (2019).
Bland segrarna i loppet, finns bland annat Vivid Wise As, Joke Face, Opal Viking, Victory Tilly och Varenne.

## Segrare
| År   | Vinnare           | Kusk                       | Tränare               | Tid     | Odds  | Tvåa              | Trea               |
| ---- | ----------------- | -------------------------- | --------------------- | ------- | ----- | ----------------- | ------------------ |
| 2024 | Always Ek         | Magnus A Djuse             | Alessandro Gocciadoro | 1.11,6a | 16.37 | Chance Ek         | Éclat de Gloire    |
| 2023 | Vivid Wise As     | Matthieu Abrivard          | Alessandro Gocciadoro | 1.12,7a | 1.63  | Bleff Dipa        | Birba Caf          |
| 2022 | Bleff Dipa        | VP Dell'Annunziata         | Holger Ehlert         | 1.12,7a | 3.01  | Zacon Gio         | Birba Caf          |
| 2021 | Amon You Sm       | VP Dell'Annunziata         | Alession Di Basco     | 1.13,0a | 10.93 | Zacon Gio         | Alrajah One        |
| 2020 | Vivid Wise As     | Alessandro Gocciadoro      | Alessandro Gocciadoro | 1.13,9a | 3.42  | Zacon Gio         | Sharon Gar         |
| 2019 | Vivid Wise As     | Alessandro Gocciadoro      | Alessandro Gocciadoro | 1.11,3a | 1.12  | Tamure Roc        | Vanesia Ek         |
| 2018 | Sonia             | René Legati                | Alessandro Gocciadoro | 1.12,0a | 22.22 | Timone Ek         | Deimos Racing      |
| 2017 | Timone Ek         | Enrico Bellei              | Philippe Billard      | 1.12,4a | 1.26  | Peace Of Mind     | Tamure Roc         |
| 2016 | Tesoro Degli Dei  | Vincenzo P Dell'Annunziata | Erik Bondo            | 1.12,1a | 13.91 | Radiofreccia Fi   | Pascia’ Lest       |
| 2015 | Nephenta Lux      | Alessandro Gocciadoro      | Alessandro Gocciadoro | 1.12,1a | 25.28 | Moses Rob         | Ribot Ek           |
| 2014 | Prussia           | Roberto Andreghetti        | Harri Rantanen        | 1.09,9a | 5.75  | Commander Crowe   | Louvre             |
| 2013 | Mack Grace Sm     | Roberto Andreghetti        | Lucio Colletti        | 1.14,0a | 1.45  | Napoleon Bar      | Oibambam Effe      |
| 2012 | Napoleon Bar      | Enrico Bellei              | Fabrice Souloy        | 1.12,9a | 6.27  | Marielles         | Zorro Photo        |
| 2011 | Joke Face         | Lutfi Kolgjini             | Lutfi Kolgjini        | 1.13,2a | 3.39  | Marielles         | Nesta Effe         |
| 2010 | Italiano          | Enrico Bellei              | Enrico Bellei         | 1.12,9a | 3.03  | Looney Tunes      | Lana del Rio       |
| 2009 | Russel November   | Hugo Langeweg J:r          | Hugo Langeweg J:r     | 1.12,6a | 3.26  | Lana del Rio      | Irving Rivarco     |
| 2008 | Opal Viking       | Jorma Kontio               | Nils Enqvist          | 1.12,5a | 3.04  | Oiseaux de Feux   | El Nino            |
| 2007 | Passionate Kemp   | Jorma Kontio               | Markku Nieminen       | 1.14,0a | 3.07  | Malabar Circle Ås | Pegasus Boko       |
| 2006 | Pegasus Boko      | Roberto Andreghetti        | Fabrice Souloy        | 1.14,1a | 8.59  | El Nino           | Egon Lavec         |
| 2005 | Infant du Bossis  | Örjan Kihlström            | Stefan Melander       | 1.13,0a | 4.37  | Freiherr As       | Legendary Lover K. |
| 2004 | Sugarcane Volo    | Hans Petter Tholfsen       | Hans Petter Tholfsen  | 1.13,3a | 9.48  | Freiherr As       | Zinzan Brooke Tur  |
| 2003 | Abano As          | Pietro Gubellini           | Gerhard Holtermann    | 1.14,0a | 3.26  | Zinzan Brooke Tur | Volomist           |
| 2002 | Victory Tilly     | Stig H. Johansson          | Stig H. Johansson     | 1.12,9a | 1.40  | Solar Effe        | Zinzan Brooke Tur  |
| 2001 | Varenne           | Giampaolo Minnucci         | Jori Turja            | 1.15,3a | 1.20  | Remington Crown   | Tisfattista        |
| 2000 | Moni Maker        | Johnny Takter              | Jimmy Takter          | 1.14,4a | 1.10  | Kejsare Sund      | Ventanilla         |
| 1999 | Moni Maker        | Johnny Takter              | Jimmy Takter          | 1.15,0a | 1.20  | Diamond Circle    | Take Chances       |
| 1998 | Huxtable Hornline | Anders Lindqvist           | Anders Lindqvist      | 1.14,0a | 3.50  | Moni Maker        | Snappy Trio        |
| 1997 | Crowning Classic  | Mauro Baroncini            | Mauro Baroncini       | 1.13,9a | 1.40  | Sec Mo            | Meadowbranch Irish |